# Forem
Het Office wallon de la formation professionnelle et de l’emploi kortweg Forem is sinds 1989 de officiële instantie die instaat voor vorming en begeleiding van werklozen in het Waals Gewest. Forem is de schakel tussen werknemers en werkgevers voor het vinden van de gepaste job of personeel, vooral in de private sector. Het is de tegenhanger van de VDAB in het Vlaams Gewest, het ADG in de Duitstalige Gemeenschap en Actiris in het Brussels Hoofdstedelijk Gewest.
Op federaal vlak heeft men in België de RVA, een organisatie die na iedere staatshervorming bevoegdheden afstaat aan de vier genoemde regionale organisaties. Met de uiteindelijke bedoeling dat elk gewest zijn eigen arbeidsbeleid kan voeren. De opdrachten die Forem heeft en krijgt zijn dan ook nagenoeg dezelfde als deze van de VDAB.
Forem wordt sinds 2011 geleid door de administrateur-generaal Marie-Kristine Vanbockestal.